# Seymour Liebergot

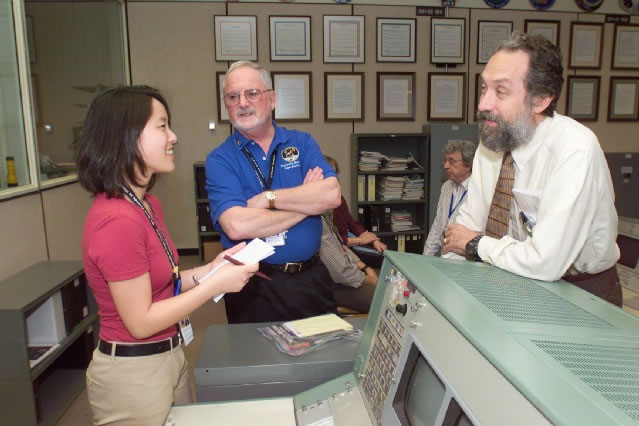
Seymour Liebergot (in der Mitte) (2004)

Seymour „Sy“ Abraham Liebergot (* 15. Februar 1936 in Camden, New Jersey) ist ein ehemaliger US-amerikanischer Raumfahrtingenieur. Während des Apollo-Programms arbeitete er als „Electrical, Environmental and Consumables Manager“ (EECOM) in der Flugleitung.
Er begann seine berufliche Laufbahn 1963 bei North American Aviation, nachdem er an der California State University seinen Abschluss als Elektroingenieur gemacht hatte. 1964 ging er zur NASA und war bei den Apollomissionen 8 bis 15, während Skylab und ASTP als EECOM tätig. Er gehörte zum Team, das die Besatzung von Apollo 13 wieder sicher zur Erde zurückbrachte.
Heute lebt Seymour Liebergot mit seiner dritten Frau Craig in Pearland (Texas).
Im Film Apollo 13 wird Liebergot von Clint Howard gespielt, dem Bruder des Regisseurs Ron Howard.

## Schriften
- Apollo EECOM: Journey of a lifetime. ISBN 1-896522-96-3